# Pinus georginae
Pinus georginae — вид голонасінних рослин з родини соснових. Діапазоном поширення виду є Мексика (Халіско). Вперше його описав Перес де ла Роса в 2009 році та отримав назву на честь Джорджини Варгас Амадо, яка була з Перес де ла Роса під час опису дерева. Він знаходиться в  Pinus subsect. Australes.

## Опис
Pinus georginae досягає в середньому 15–20 м висоти, 30–35 см в діаметрі, із загалом округлою кроною. Кора у формі прямокутних пластинок від світло- до темно-сірого кольору, з гілочками товщиною 4–6 мм. Листки (хвоїнки) зібрані в пучки по 3–5, довжиною 15–17 мм. Шишки вигнуті, довжиною 16–20 мм, шириною 4–5 мм. Кора легко розшаровується, а деревина досить ніжна. Запилення відбувається в червні-липні; дозрівання шишки триває до двох років. Поширення насіння відбувається протягом березня і квітня. Насіння має довжину 6.5–7.3 мм і проростає після перших дощів у червні. Викривлений стовбур з низько розташованою товстою верхівкою, дуже схожий на Pinus praetermissa (близькоспоріднений вид).

## Використання
Пиломатеріали Pinus georginae мають низьку якість і можуть легко зламатися через низький стовбур виду, тому виробництво пиломатеріалів дуже обмежене. Хоча цей вид надзвичайно смолистий, утворює велику кількість смоли, яку місцеві жителі збирають у невеликих кількостях і продають на місцевих ринках. Хмиз з дерева можна використовувати як джерело вогню, але це, як правило, малоймовірно через рідкість і нечисленність видів у регіоні та його ареалі.